# Асен Суичмезов
Асен Григоров Суичмезов е български общественик, занаятчия и търговец, участник в акцията по спасяването на българските евреи през 1943 година.

## Биография
Роден е на 6 юли 1899 г. в Кюстендил. Завършва гимназия в родния си град. Следва право, но прекъсва, за да поеме дейността на баща си – кожухарска и шапкарска работилница. Развива производството, открива няколко дюкяна, търгува и на едро с чужбина. Последните години преди Деветосептемврийския преврат е и председател на „Популярна банка“, Кюстендил.
Участва в кюстендилската делегация, която на 8 март 1943 година поставя началото на акцията по спасяването на българските евреи. Освен него в състава на делегацията влизат още народният представител Петър Михалев, адвокатът Иван Момчилов и учителят Владимир Куртев.
След 1944 година Суичмезов е преследван от новата власт заради богатството си. Привикан е в милицията и бит. Отнемат му имуществото – магазини, къща, пари. Къщата му е разрушена, а той и жена му са пратени да живеят в лятната кухня в двора. По-късно на мястото където е била къщата му се построява Художествената галерия „Владимир Димитров – Майстора".
В края на 50-те репресиите са подновени, заради предполагаемите му връзки с Германия (дъщеря му е следвала във Виена). Вследствие на тормоза развива диабет. По време на Унгарските събития през 1956 г. е арестуван и пребит в милицията. Не успява да се възстанови от побоя, здравето му се влошава и се налага да му ампутират единия крак.
Суичмезов умира на 4 юли 1977 година.
През 1973 г. израелската комисия към Държавния институт „Яд Вашем“ го провъзгласява за „Праведник на света“.
През 1996 г. на еврейския пазар в Кюстендил слагат паметна плоча на петимата кюстендилци, едни от първите спасители на евреите в България, а на откриването ѝ присъстват много от мъчителите на Асен Суичмезов. Удостоен е посмъртно със званието „почетен гражданин на Кюстендил“ (1997) година и е награден с орден „Стара планина“ (1997).